# UNIX Compress
UNIX Compressは、UNIXで一般的なデータ圧縮フォーマット。圧縮アルゴリズムとしてLZWを採用している。商用UNIXでは一般的に使われているが、現在ではGNU ZIP圧縮の方が圧縮率が高いことと、特許の問題があることから、自由なUNIXでは使用されることは少なくなった。
コマンドとしてはcompressを用いて圧縮し、compress -d、uncompressまたはzcatで伸長する。
ファイルをtarコマンドによってアーカイブファイルにした後、更にcompress圧縮するという使い方も一般的である。GNU tarにはアーカイブをcompressにフィルタする-Zオプションが付いている。これによりアーカイブと圧縮を同時に、また抽出と解凍を同時に行うことができる。compress圧縮したtarアーカイブは拡張子 .tar.Z または .taZ を付ける慣習がある。

## 拡張子
.Z : packの拡張子が.zであったので、拡張子の衝突を避けるためcompressでは大文字の.Zとなった。